# Zelená karta (pojištění)
Zelená karta je mezinárodní osvědčení o platném pojištění odpovědnosti z provozu vozidla, které začalo být vydáváno v souladu s doporučením, jež bylo přijaté 25. ledna 1949 Podvýborem pro silniční dopravu při Výboru pro vnitrozemskou dopravu Evropské hospodářské komise Organizace spojených národů. Bez zelené karty nesmíte s autem vyjet na veřejnou komunikaci, a už vůbec ne do zahraničí (tam i s duplikátem). Na zelené kartě je uveden seznam zemí, ve kterých pojištění odpovědnosti platí. Pokud je země přeškrtnutá, je nutné si před vjezdem tam koupit tzv. hraniční pojištění, popř. využít služby jiné pojišťovny, která nemá danou zemi ve výlukách.

## Historie

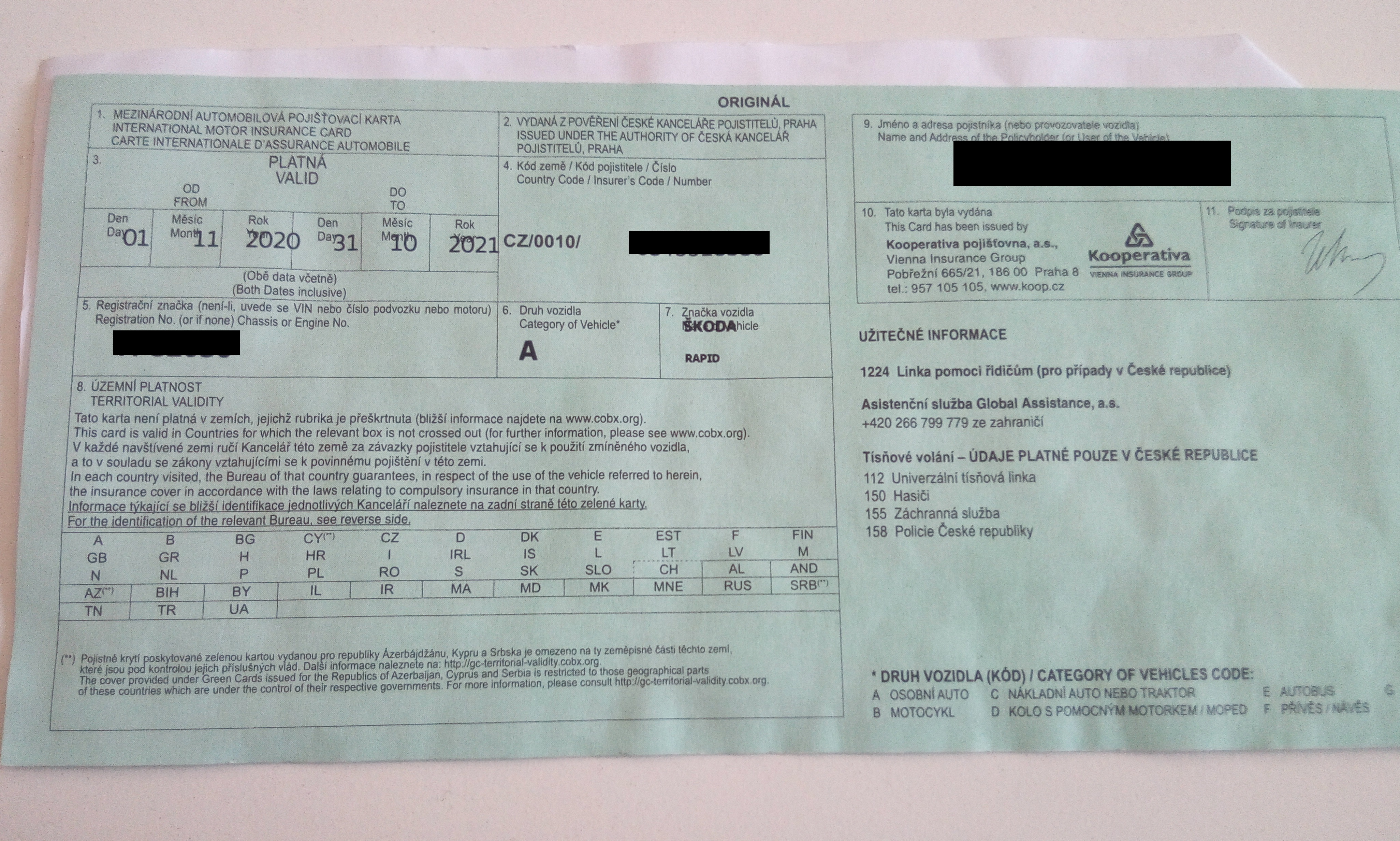
Zelená karta vydaná roku 2020 pojišťovnou Kooperativa

V návaznosti na doporučení přijaté 25. ledna 1949 Hospodářským výborem OSN pro Evropu byl postupně vyvinut systém zelených karet. Je to síť profesionálních orgánů uznaných členskými státy (národních pojišťovacích kanceláří), které jsou propojeny přes bilaterální dohody. Cílem tohoto systému je ochrana třetích stran, které jsou poškozené při dopravních nehodách, a usnadnění likvidace škod, které zahrnují odpovědnost zahraničního motoristy.

Tento systém byl postupně upravován v „První motorové směrnici“, která vychází ze směrnice Rady č. 72/166/EHS ze dne 24. dubna 1972 o sbližování právních předpisů členských států, v „Druhé motorové směrnici“, která vychází ze směrnice Rady č. 84/5/EHS ze dne 30. prosince 1983 o sbližování právních předpisů členských států a ve „Třetí motorové směrnici“, která vychází ze směrnice Rady č. 90/232/EHS ze 14. května 1990 o sbližování právních předpisů členských států. 

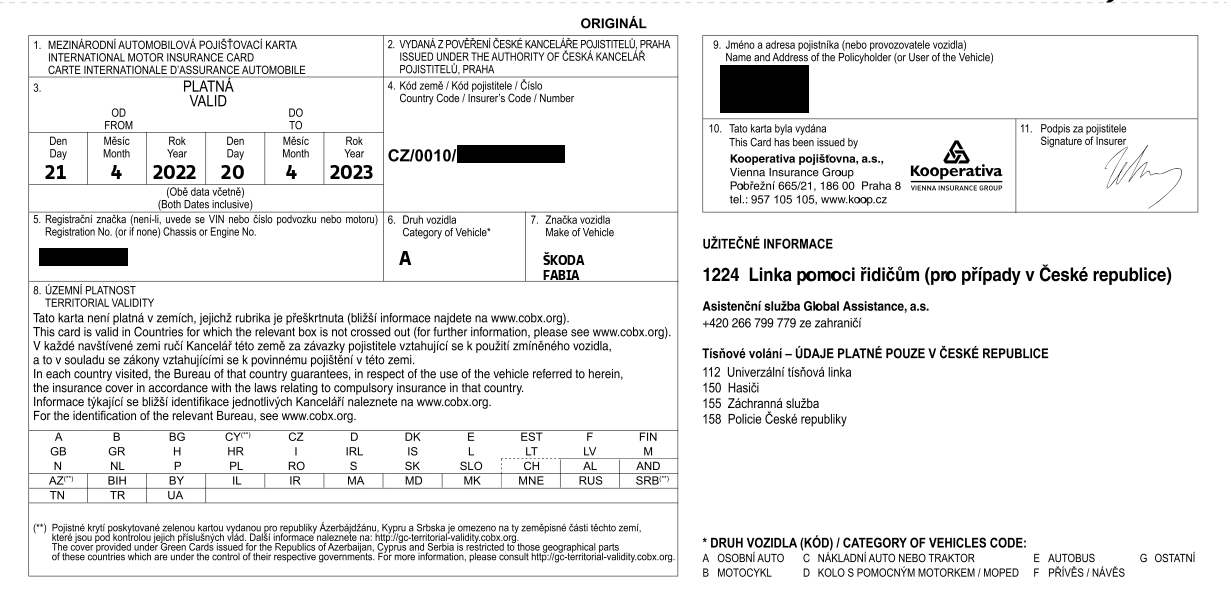
Bíla verze zelené karty vydaná roku 2022 pojišťovnou Kooperativa

Tyto směrnice uložily řidičům všech zahrnutých zemí povinnost uzavřít pojištění odpovědnosti za škodu způsobenou v automobilové dopravě, přičemž byl stanoven minimální limit pojištění. Dále byly členské státy vyzvány zřídit finanční fondy, které slouží k odškodňování (min. do výše povinného pojištění) obětí nehod způsobených nepojištěnými nebo neznámými automobily. A nakonec uložily směrnice státům povinnost přijmout taková opatření, aby toto pojištění odpovědnosti pokrývalo všechny členská státy a zaručovaly buď pojistnou ochranu ve znění daného členského státu, nebo domovského, dle toho, v jakém státě je pojistná ochrana vyšší.
Další oporou systému zelených karet jsou Interní Předpisy (Dohody o interních pravidlech), díky kterým může vstoupit vozidlo na cizí území členského státu bez předkládání zelené karty, ačkoliv ji stále musí vozit sebou. Existují však i státy, kde je stále nutné ukázat zelenou kartu při vjezdu na jejich území.
Na základě dohody států Evropského hospodářského prostoru od 1. července 2020 již na území těchto států nemusí být karta vytištěna na zeleném podkladu, ale je přípustný i podklad bílý. To přináší výhodu v tom, že si jí může řidič vytisknout sám, pokud mu ji pojišťovna zašle elektronicky. To je možné i opakovaně, například v případě ztráty nebo poškození karty. V právních předpisech však zůstává označení "zelená karta". Od roku 2022 v ČR již karta nemusí být vytištěná vůbec, protože na základně rozhodnutí ministerstva financí postačuje při kontrole předložit elektronickou formu, například na mobilním telefonu.

## Česká republika a zelená karta
V ČR se je mezinárodně uznávaný doklad o zřízení pojištění odpovědnosti z provozu vozidla řídí zákonem č. 168/1999 Sb., ve znění pozdějších předpisů. Tzv. povinné ručení vzniká na základě uzavřené pojistné smlouvy. Ihned po sjednání pojištění vystaví pojišťovna zelenou kartu která slouží k prokazování sjednaného povinného ručení v Česku i v zahraničí. Každý řidič je povinen mít kartu u sebe. Jestliže není tento doklad schopen na požádání předložit příslušníkům policie ČR, může být na místě finančně penalizován blokovou pokutou ve výši 1500–3000 Kč. Pokud pak se stane nehoda a někdo z jejích účastníků nemá zelenou kartu, je to automatický důvod k zavolání policie. Potvrzení o zaplacení povinného ručení není dokladem o povinném ručení, a proto jej řidič nemusí mít u sebe. Zelená karta obsahuje informace o stavu vozidla a registrační značce. Případné změny stavu vozidla musí být nahlášeny pojišťovně a následně musí být vystavená nová zelená karta.
S účinností nového zákona o povinném ručení č. 30/2024 Sb. Zákon o pojištěné odpovědnosti z provozu vozidla a s ním spojenou onlinizací se prokazování pojištění odpovědnosti z provozu vozidla přesune kompletně do online režimu. K prokázání platnosti pojištění na území ČR tedy již nebude potřeba zelená karta. V rámci EU nepostupuje digitalizace pojistného trhu ve všech státech stejným tempem a proto pro potřeby prokázání povinného ručení v zahraničí bude stále potřeba vozit zelenou kartu ve vozidle. Nový zákon má účinnost 1. 4. 2024 s odkladem plné onlinizace do 1. 10. 2024. Po tomto datu budou všechny tuzemské pojišťovny reportovat platnost pojištění v reálném čase do registru ČKP.
Všechny země, ve kterých platí zelená karta, jsou vyznačeny na zadní straně dokladu.

## Platnost zelené karty
Zelená karta platí v těchto zemích:
Belgie, Bulharsko, Česká republika, Dánsko, Estonsko, Finsko, Francie, Itálie, Irsko, Island, Kypr, Lichtenštejnsko, Litva, Lotyšsko, Lucembursko, Maďarsko, Malta, Německo, Nizozemsko, Norsko, Polsko, Portugalsko, Rakousko, Rumunsko, Řecko, Slovenská republika, Slovinsko, Spojené království Velké Británie a Severního Irska, Španělsko, Švédsko, Albánie, Andorra, Bosna a Hercegovina, Makedonie, Chorvatsko, Monako, San Marino, Srbsko, Černá Hora, Švýcarsko, Turecko, Ukrajina, Vatikán, Izrael, Moldavsko, Maroko a Tunisko.
Od 1. ledna 2016 platí zelená karta také v Ázerbájdžánu s výjimkou Náhorního Karabachu. Na území Kypru a Srbska jsou území, kde zelená karta neplatí. Tam si musí řidič nakoupit hraniční pojištění (např. Kosovo, severní Kypr).
Pokud není na zelené kartě přeškrtnuto označení některé z následujících zemí, tak platí i v nich:
Izrael, Maroko, Tunisko, Ázerbájdžán, Moldávie a Tunisko.